# Antalis inflexa
Antalis inflexa är en blötdjursart som först beskrevs av Sowerby 1903.  Antalis inflexa ingår i släktet Antalis och familjen Dentaliidae. Inga underarter finns listade i Catalogue of Life.